# Hollis (Queens)
Hollis è un sobborgo della parte sudorientale della città di New York, nei Queens. L'etnia ivi predominante è quella afroamericana, vi sono piccole minoranze di ispanici, latino-americani e americani provenienti dal Sud-est asiatico che risiedono nella zona.
Sono considerati suoi confini la 181ª strada a ovest, la Hillside Avenue a nord, il boulevard Francis Lewis a est e Murdock Avenue a sud. Hollis si trova tra il quartiere dei Queens Jamaica a ovest e il Queens Village, nei Queens a est.
Hollis si trova nel Distretto n. 12 della Comunità di Queens e i suoi codici di avviamento postale sono 11423 e 11412. È pattugliata dal 103º distretto del New York City Police Department. Politicamente, Hollis è rappresentata dai distretti 23º e 27º del Consiglio di New York City.

## Storia
I primi ad installarvisi furono Olandesi nel XVII secolo. Un secolo dopo, all'inizio della Guerra d'indipendenza americana, vi si svolse in parte la Battaglia di Long Island, nella quale il Brigadiere Generale rivoluzionario Nathaniel Woodhull fu catturato in una taverna dove oggi vi è la Jamaica Avenue. Woodhull Avenue a Hollis prende il nome da lui. La zona rimase rurale fino al 1885, quando alcuni costruttori trasformarono 56 ettari di terreno in area fabbricabile, sulla quale vennero edificate case, generalmente di tipo monofamiliare. Nel 1898, Holis entrò a far parte di New York City, insieme alle cittadine occidentali della Contea di Queens.
Fin dalla fine della guerra di Corea, nei dintorni s'installarono principalmente famiglie afro-americane. Negli anni più recenti, la zona ha visto un ampio influsso di asiatici del sud e indiani dell'ovest. La maggior parte degli abitanti sono genitori che lavorano e che hanno molti bambini piccoli nella scuola primaria.

### Sottosezione Holliswood
Holliswood, già nota come Terrace Heights, è una sottosezione di Hollis popolata da famiglie appartenenti allo strato "alto" della classe media ed è delimitata da Hillside Avenue a sud, dal Francis Lewis Boulevard a est, dalla Grand Central Parkway a nord e dalla 188ª strada a ovest. Il circondario fa parte del Queens Community Board 8.
Una notevole risorsa locale era l'Holliswood Hospital. L'ospedale forniva cure psichiatriche con 127 letti disponibili: il 16 agosto 2013, l'ospedale fu chiuso. La moschea Bait uz Zafar Mosque si trova nelle vicinanze.

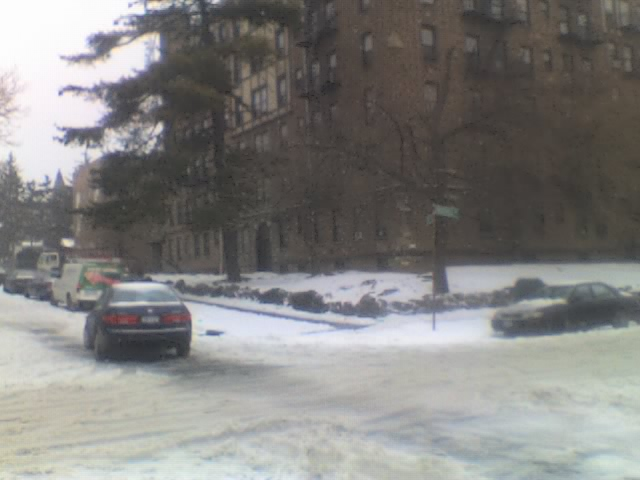
Area residenziale alla 191st Street e Woodhull Avenue.

Il Governatore Mario Cuomo e la sua famiglia abitavano in una casa momofamigliare sulla Radnor Road, a est della 188ª strada, in Holliswood.

## Società

### Evoluzione demografica
Secondo i dati del Censimento degli Stati Uniti d'America del 2010, la popolazione di Hollis era di 20 269 abitanti, un decremento di 478 (2.3%) rispetto ai 26061 censiti nel 2000. Coprendo un'area di 212,5 ettari i dintorni avevano una densità di popolazione di 9500 abitanti per km2.
La distribuzione per razza dei dintorni era costituita per il 64.0% (12973) da Afro-Americani, per il 10.7% (2167) da Americani di origine Asiatica, per il 2.3% (460) Bianchi, 0.6% (126) Nativi Americani, 0.1% (20) Originari delle Isole del Pacifico, 4.8% (974), di altre razze, e 4.3% (876) di due o più razze. Gli Ispanici o Latini di qualsiasi razza erano il 13.2% (2,673) della popolazione.
L'intera comunità, che comprendeva principalmente la Giamaica ma includeva anche Hollis, aveva 232 911 abitanti e secondo il Dipartimento della Salute e Igiene Mentale di New York nel 2018, aveva un'aspettativa media di vita di 80,5 anni. Questo è leggermente minore dell'aspettativa media di vita di 81,2 per tutti I dintorni di New York City. La maggior parte degli abitanti sono giovani e adulti di media età: 22% hanno un'età tra gli 0–17, 27% tra 25–44 e il 27% tra 45–64.
Nel 2017, il reddito pro capite medio della Comunità 12 era di $61,670. Nel 2018, circa il 20% dei residenti in Hollis e Giamaica viveva in povertà, come il 19% in tutto il Queens e il 20% in tutta New York City. Un residente su 8 (12%) era disoccupato, contro l'8% nel Queens e il 9% a New York City. Il peso dell'affitto, o la percentuale dei residenti che avevano difficoltà a pagare il loro affitto, era del 56% a Hollis e in Giamaica, maggiore della percentuale in città e nei sobborghi, dove le percentuali corrispondenti erano del 53% e del 51% rispettivamente. Sulla base di questo calcolo, Hollis e Giamaica sono considerati ad alto tenore di vita rispetto al resto della città e non gentrificati.